# Херта Хас
Херта Хас (словен. Herta Haas; Марибор, 29. март 1914 — Београд, 5. март 2010) била је једна од четири службено признатих жена Јосипа Броза Тита.

## Биографија
Рођена је у Марибору 1914. године, године у јеврејској породици. Хертин отац, Хенрик Хас, био је адвокат и социјалиста, а њена мајка Приска Шиндлер-Хас је била учитељица. Хенрик Хас долази у Марибор 1906. године и тамо отвара адвокатску канцеларију. Приска Хас је студирала и дипломирала на Немачкој учитељској академији у Марибору 1909. године, а после матуре је две године радила као учитељица у сеоским школама у Штајерској. Револуционарно радничком покрету приступила је као студент Економске високе школе у Загребу. Члан СКОЈ-а је од 1934, а Комунистичке партије Југославије од 1936. године. Активно је радила у Женском покрету у Марибору и Омладинској секцији женског покрета у Загребу. Радила је у пункту за одлазак добровољаца у Шпанију, као и на задацима технике ЦК КПЈ.
Херта Хас упознала је Јосипа Броза 1937. године у Паризу. Као левичарско-интелектуална метропола тадашње Европе, Париз је био регрутни центар шпанских добровољаца и станица на путу према Москви, престоници Коминтерне.
Сусрет између Херте Хас и Јосипа Броза догодио се тек после две године. Враћајући се из Москве, Тито је застао у Истанбулу. Чекао је пасош којим је намеравао да добије улазну визу у Југославију. Опет је стигла Херта Хас. Али, овог пута дошло је до интимног упознавања, па је пар након повратка у Загребу наставио заједнички живот. Становали су у унајмљеној кући, под лажним именима Марија Шарић и инжењер Славко Бабић, одборник општине Сињ, у којој је тих година владала Радничко-сељачка странка.
Њихова ванбрачна веза је трајала само до 1941. године и почетка Другог светског рата. Тито је у мају 1941. године отпутовао у Београд, где је упознао нову партијску курирку Даворјанку Пауновић Зденку. Херта Хас је остала у Загребу у поодмаклој трудноћи, а неколико дана после Титовог одласка родила је сина Мишу.
Херту Хас и Титовог тек рођеног сина скривао је од усташа, Владимир Велебит, у својој момачкој гарсоњери. Затим је младу мајку извукао из усташког затвора. Херта Хас је 1943. године, после Мартовских преговора, размењена за групу немачких стручњака заробљених у Босни док су трагали за уранијумом за Хитлерову атомску бомбу. После размене кратко време је провела у Врховном штабу НОВ и ПОЈ, а потом је отишла у Словенију где је остала до краја рата.
Тита је видела још само једном и никада више — 1946. године у кабинету председника Владе ФНРЈ. Радила је као стручњак у Савезном извршном већу.
Преминула је 5. марта 2010. године. Њен други супруг је умро, а у том браку је имала две ћерке. Њено прво дете, син Александар Мишо Броз био је хрватски дипломата у Индонезији, а унука Саша Броз управник Пулског позоришта. Њене кћерке из другог брака су Цветана Крстев и Срмена Крстев.